# 876 Scott
876 Scott је астероид главног астероидног појаса са пречником од приближно 21,88 .
Афел астероида је на удаљености од 3,339 астрономских јединица (АЈ) од Сунца, а перихел на 2,685 АЈ. 
Ексцентрицитет орбите износи 0,108, инклинација (нагиб) орбите у односу на раван еклиптике 11,331 степени, а орбитални период износи 1910,166 дана (5,229 година). 
Апсолутна магнитуда астероида је 10,89 а геометријски албедо 0,162.
Астероид је откривен 20. јуна 1917. године.